# 锯齿国家森林
锯齿国家森林（英語：Sawtooth National Forest）是一座美国国家森林，占地面积2,110,408英畝（8,540.52平方），其中有约96%位于爱达荷州，4%位于犹他州。森林由美国农业部下属的美国国家森林局管理，原在1905年5月29日、西奥多·罗斯福美国总统签署法令设立保护区时曾名“锯齿森林保护区”（Sawtooth Forest Reserve）。1972年8月22日，部分森林被划为锯齿国家休闲区。